# Holland (condado de Hampden, Massachusetts)
Holland é um lugar designado pelo censo localizado no condado de Hampden no estado estadounidense de Massachusetts. No Censo de 2010 tinha uma população de 1.464 habitantes e uma densidade populacional de 173,07 pessoas por km².

## Geografia
Holland encontra-se localizado nas coordenadas 42° 03′ 04″ N, 72° 09′ 10″ O. Segundo a Departamento do Censo dos Estados Unidos, Holland tem uma superfície total de 8.46 km², da qual 6.87 km² correspondem a terra firme e (18.77%) 1.59 km² é água.

## Demografia
Segundo o censo de 2010, tinha 1.464 pessoas residindo em Holland. A densidade populacional era de 173,07 hab./km². Dos 1.464 habitantes, Holland estava composto pelo 95.63% brancos, o 0.89% eram afroamericanos, o 0.68% eram amerindios, o 0.75% eram asiáticos, o 0% eram insulares do Pacífico, o 0.34% eram de outras raças e o 1.71% pertenciam a duas ou mais raças. Do total da população o 2.19% eram hispanos ou latinos de qualquer raça.